# Cheilosia sphaerocera
Cheilosia sphaerocera är en tvåvingeart som först beskrevs av Gabriel Strobl 1893.  Cheilosia sphaerocera ingår i släktet örtblomflugor, och familjen blomflugor.
Artens utbredningsområde är Österrike. Inga underarter finns listade i Catalogue of Life.